# Margites lineatus
Margites lineatus är en skalbaggsart som beskrevs av Charles Joseph Gahan 1898. Margites lineatus ingår i släktet Margites och familjen långhorningar.
Artens utbredningsområde är Kenya. Inga underarter finns listade i Catalogue of Life.